# 两当兵变

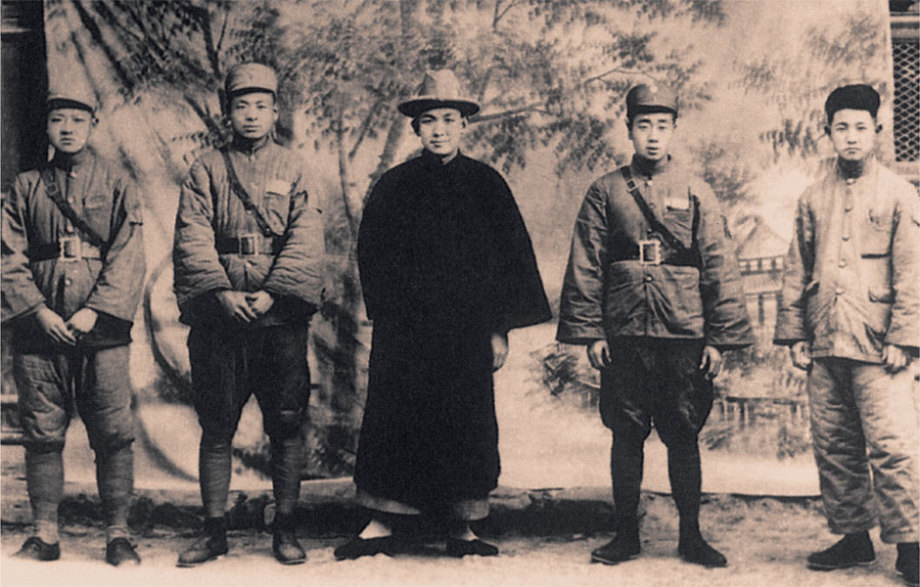
两当兵变前夕，习仲勋、刘书林、张秋臣、阎鸿章、刘尚志合影纪念。

两当兵变是在1932年4月2日由习仲勋等人在甘肃省两当县组织和发动的军事暴动，是第一次国共内战时期中国西北地区唯一在中共领导下发生的武装兵变。

## 经过
1929年至1930年秋，中共陕西省委先后秘密派遣李特生、李秉荣、习仲勋三人到杨虎城第十七路军警备第三旅二团一营开展兵运工作，该部驻防地是陕西凤县、甘肃两当县、徽县。
1932年4月2日，习仲勋、刘林圃、李特生、吕剑人、许天洁等人趁部队换防时，在两当组织和发动兵变，共200余人被改编为中国工农红军陕甘游击队第五支队。许天洁任支队长，习仲勋任队委书记。后支队在永寿县岳御寺被土匪王结子包围并打散。

### 引用
1. ↑  .   [2009-08-07]. （原始内容存档于2012-08-03）.
2. ↑  .   [2009-08-07]. （原始内容存档于2019-05-11）.
3. ↑  . 习仲勋纪念馆.   [2021-09-23]. （原始内容存档于2009-06-01）.